# St. Joseph Express
I St. Joseph Express sono stati una franchigia di pallacanestro della USBL, con sede a St. Joseph nel Missouri, attivi nel 2002.
Disputarono la stagione USBL 2002, che terminarono con un record di 16-14, perdendo poi nei play-off con gli Oklahoma Storm.

## Stagioni
| Stagione | Lega | Denominazione      | V  | P  | %    | Piazzamento | Play-off         |
| -------- | ---- | ------------------ | -- | -- | ---- | ----------- | ---------------- |
| 2002     | USBL | St. Joseph Express | 16 | 14 | 53,3 | 3º          | Quarti di finale |